# المنتدى الاقتصادي العالمي
المنتدى الاقتصادي العالمي (بالإنجليزية: World Economic Forum)‏ هو منظمة دولية غير ربحية مستقلة تأسست عام 1971 على يد البروفيسور كلاوس شواب في كولوجني التابعة لجنيف في سويسرا. يهدف المنتدى إلى تحسين الوضع العالمي من خلال تشجيع التعاون بين الأعمال، والسياسات، والعلم، والقادة المجتمعيين من جميع أنحاء العالم. يتم ذلك من خلال تشكيل الأجندات الاقتصادية والإقليمية العالمية. كما افتتحت المنظمة في عام 2006 مكاتب إقليمية في بكين (الصين) و نيويورك (الولايات المتحدة)، مما يعكس توسعها العالمي وتعزيز دورها في التنسيق الدولي.

## عضوية المنتدى
المنتدى الاقتصادي العالمي هو منظمة قائمة على العضوية، حيث تضم في عضويتها ألفاً من كبرى شركات العالم عادةً ما تتجاوز دورة رأس المال فيها 5 مليار دولار أمريكي.هذه الشركات تُصنَّف ضمن الأوائل في مجالات عملها، وتلعب دور القيادة في صياغة مستقبل صناعتها والمنطقة التي تعمل فيها. تُعتبر هذه الشركات قلب نشاطات المنتدى، ودعمها هو الأساس لإيجاد حلول عالمية ملائمة لتحسين وضعية العالم.

### الشركاء الاستراتيجيون
مجموعة الشركاء الاستراتيجيين هي مجموعة مختارة من مائة شركة قيادية على مستوى العالم، تمثل مناطق ومجالات عمل متنوعة. تم اختيارها وفقًا لتوافقها مع التزامات المنتدى في تحسين الحالة العالمية. تؤمن هذه الشركات بأهمية تفاعل أصحاب المصالح المختلفين في قيادة التغيير الإيجابي، وتعمل عن كثب مع المنتدى للمساعدة في صياغة الأجندات العالمية والإقليمية، بالإضافة إلى أجندات مجالات العمل المختلفة.

### شركاء الصناعة
شركاء الصناعة هم الشركات الأعضاء في المنتدى والتي تعمل بنشاط على تحقيق أهداف المنتدى في نطاقات العمل المختلفة. تمتلك هذه الشركات امتياز الوصول إلى شبكة واسعة من أصحاب المصالح والخبراء في المنتدى. تتيح هذه الشراكة لشركاء الصناعة المساهمة في قيادة التغيرات الإيجابية من خلال قضايا استراتيجية هامة ضمن صناعاتهم أو عبر صناعات متعددة. كما تساهم في دعم الجهود العالمية للشركات لتحقيق التنمية المستدامة.

### شركاء النمو العالمي
تأسس مجتمع شركات النمو العالمي في المنتدى عام 2007 بهدف تفعيل دور الشركات ذات معدل النمو العالي والتي يُتوقع لها أن تصبح قادة في صناعاتها المستقبلية. يهدف المنتدى إلى تمكين هذه الشركات من قيادة التغيير الاقتصادي والاجتماعي. بلغ عدد الشركات المدرجة في قائمة شركاء النمو العالمي في يونيو 2013 أكثر من 370 شركة من أكثر من 60 دولة.

### رواد التكنولوجيا
رواد التكنولوجيا هم الشركات التي تسعى إلى تطوير اختراعات تقنية تغير حياة مستخدميها، ولديها تأثير طويل الأمد على الأعمال والمجتمع. يحدد المنتدى رواد التكنولوجيا عادةً في مرحلة الإطلاق، ويهتم بتصميم وتطوير تقنيات جديدة ذات تأثير جوهري على الأعمال والمجتمع. يجب على هذه الشركات إثبات قدرتها القيادية في رؤية الابتكار والتحول إلى قادة سوق مستقبليين. يختار المنتدى كل عام عددًا من رواد التكنولوجيا من بين مئات المتقدمين.

## الاجتماع السنوي
بالإضافة إلى الاجتماعات الإقليمية التي يقيمها المنتدى، يُعقد الاجتماع السنوي في منتجع دافوس الشتوي الواقع في المنطقة الشرقية من جبال الألب، ويستمر لمدة خمسة أيام. يتم في هذا الاجتماع مناقشة القضايا الملحة التي تواجه العالم، مثل الصحة والبيئة. يحضر الاجتماع حوالي 2500 مشارك من نحو 100 دولة، بينهم كبار رجال الأعمال والشخصيات العامة مثل رؤساء الدول والحكومات، والوزراء، والسفراء، إضافة إلى كبار المسؤولين في المنظمات الدولية ومشاركين من المجتمع المدني ووسائل الإعلام، والمؤسسات الأكاديمية، ومراكز الأبحاث، والنقابات، وزعماء دينيين من مختلف الأديان.

## مركز الثورة الصناعية الرابعة
في عام 2021م، تم تدشين مركز الثورة الصناعية الرابعة في المملكة العربية السعودية بالشراكة مع المنتدى الاقتصادي العالمي، وذلك على هامش أعمال المنتدى السعودي الأول للثورة الصناعية الرابعة الذي نظمته مدينة الملك عبدالعزيز للعلوم والتقنية (كاكست) في مقرها بالرياض.
شهد الحدث مشاركة مؤسس ورئيس مجلس إدارة المنتدى البروفيسور كلاوس شواب، إلى جانب عدد من كبار المسؤولين الحكوميين ونخبة من المتحدثين المحليين والدوليين.
ويُعد إنشاء المركز خطوة استراتيجية تهدف إلى تسخير التقنيات الناشئة ضمن أُطر حوكمة مرنة وفعّالة، بما يعزز من الابتكار والتنمية المستدامة. كما يُبرز أهمية التعاون الوثيق بين الحكومات وقطاع الأعمال والمجتمع المدني، لجعل التقنية قوة دافعة تسهم في تحقيق الأثر الإيجابي على مستوى الأفراد والمجتمعات.

## وصلات خارجية
- الموقع الرسمي